# Campeonato Nacional de Rodeo de 1954
El Campeonato Nacional de Rodeo de 1954 se realizó en la ciudad de Los Andes los días 3, 4 y 5 de abril de 1954. El campeonato había captado la atención de muchos seguidores del rodeo chileno ya que se esperaba un gran espectáculo en la medialuna andina por parte de los corredores y del desempeño de los animales: habían traído novillos desde la Ciudad de Mendoza, animales mucho más corredores.
En esos tiempos era tradicional que antes del inicio del Campeonato Nacional se disputara el rodeo local. Los ganadores de ese rodeo fueron Alberto Montt y Mario Molina, quienes se habían  inscrito en el rodeo local solo para "calentar" los caballos para la tarde.
Una vez comenzado el Campeonato Nacional la collera ganadora del rodeo local comenzó de gran forma. Montados en "Perro" y "Estropajo", propiedad de Montt, dieron cuenta de los novillos andinos con facilidad: 21 puntos y el primer lugar del Chileno, empatando el récord de puntaje en una serie de campeones de un nacional (en 1951 se habían marcado 21 puntos).
Los únicos caballos que pudieron amagar ese triunfo eran "Cascarón" y "Boreal", que sumaron 20 puntos. Eso sí, a Molina y Montt la competencia ni les iba ni venía: los mancos eran montados por ellos mismos.
Los fanáticos del rodeo hasta ahora consideran el un dos de Molina y Montt como uno de los grandes hitos de la historia este deporte, que también fue igualado por Hugo Cardemil y Guillermo Barra, en el Campeonato Nacional de Rodeo de 1986, con "Salteador III" y "Pensamiento" y "Reservado" y "Curanto". Posteriormente en el Campeonato Nacional de Rodeo de 2025 también ocurrió algo similar cuando el criadero Peleco obtuvo un "doblete" con el mismo puntaje, teniendo que definir el primer lugar por medio de un desempate.

## Resultados

### Serie de campeones
| Champion 1954 | Champion 1954                       | Champion 1954               | Champion 1954 |
| ------------- | ----------------------------------- | --------------------------- | ------------- |
| Lugar         | Jinetes                             | Caballos                    | Puntaje       |
| 1º            | Alberto Montt y Mario Molina        | "Perro" y "Estropajo"       | 21            |
| 2º            | Alberto Montt y Mario Molina        | "Cascarón" y "Boreal"       | 20            |
| 3º            | Manuel Bustamante y Arturo Ríos     | "Prestigio" y "Pichanguero" | 18            |
| 4º            | José Manuel Aguirre y Ramón Álvarez | "Yugada" y "Achira"         | 17            |
| 5º            | Alberto Montt y Mario Molina        | "Chiporra" y "Amanecida"    |               |